# Černé Voděrady
Černé Voděrady település Csehországban, a Kelet-prágai járásban. Černé Voděrady Struhařov, Ondřejov, Vyžlovka, Jevany, Stříbrná Skalice, Zvánovice, Oplany és Konojedy településekkel határos. Lakosainak száma 368 fő (2024. január 1.).

## Népesség
A település lakosságának változását az alábbi diagram mutatja:
| Lakosok száma | 526  | 563  | 517  | 370  | 304  | 281  | 354  | 345  | 340  | 368  |
|               | 1869 | 1890 | 1921 | 1950 | 1980 | 2001 | 2017 | 2019 | 2022 | 2024 |